# 나우 니할 싱
나우 니할 싱(Nau Nihal Singh, 1821년 3월 9일 - 1840년 11월 5일)은 시크 제국의 제3대 마하라자이다. 그는 마하라자 카라크 싱과 그의 배우자 마하라니 찬드 카우르의 외아들이었다. 그는 유브라즈 쿤와르 나우 니할 싱으로 알려졌다. 그는 반와르 싱 또는 반와르 사 또는 존경받는 젊은 왕자라는 뜻의 쿤와르 사라고도 불렸다. 바와르는 쿤와르의 아들 또는 타쿠르의 아들이라는 뜻이다. 그의 통치는 아버지 마하라자 카라크 싱의 폐위와 함께 시작되었고, 아버지의 장례식 날 19세의 나이로 사망하면서 끝났다.